# 外來櫛鱗鰨
外來櫛鱗鰨為輻鰭魚綱鰈形目鰨亞目鰨科的其中一種，為溫帶海水魚，分布於印度太平洋區，從南非、莫三比克至法屬波里尼西亞海域，棲息深度6-10公尺，體長可達8公分，棲息在沙底質底層水域，生活習性不明。